# Неговіць
Неговіць (пол. Niegowić) — село в Польщі, у гміні Гдув Велицького повіту Малопольського воєводства.
Населення — 476 осіб (2011).

## Демографія
Демографічна структура станом на 31 березня 2011 року:
|          | Загалом | Допрацездатний вік | Працездатний вік | Постпрацездатний вік |
| -------- | ------- | ------------------ | ---------------- | -------------------- |
| Чоловіки | 247     | 63                 | 163              | 21                   |
| Жінки    | 229     | 54                 | 132              | 43                   |
| Разом    | 476     | 117                | 295              | 64                   |